# Granollers Fènix
Els Granollers Fènix són un club català de futbol americà de la ciutat de Granollers creat l'any 1990 amb el nom de Granollers Gralles. Dos anys més tard (1992) es crearen els Flippers de Lliçà de Munt, segon equip de la comarca. L'any 1995 ambdós clubs es fusionaren naixent l'actual Granollers Fènix. El club organitza dos torneigs, el Ciutat de Granollers de futbol americà i el Torneig Fira i Festes de l'Ascensió de futbol flag.

## Palmarès
- 1 Lliga catalana de futbol americà: 1996-97
- 1 Lliga espanyola de futbol americà: 1999-00
- 1 Campionat d'ascens a primera divisió: 1996-97
- 1 Copa Catalana Cadet 2006-07